# Harry Baur
Harry Baur (* 12. April 1880 in Paris; † 8. April 1943 ebenda; eigentlich Henri-Marie Baur) war ein französischer Schauspieler.

## Leben
Harry Baur hatte sein erstes Engagement beim Film im Jahr 1908. Seine spätere Karriere verdankte er der Begegnung mit Julien Duvivier 1930. In den Folgejahren und bis 1942 spielte er in 30 Filmen und war ein führender Filmschauspieler in Frankreich.
Nach der deutschen Besetzung Frankreichs hatte er auch Engagements deutscher Filmgesellschaften und erhielt die männliche Hauptrolle in Symphonie eines Lebens von Hans Bertram an der Seite von Henny Porten und Gisela Uhlen. Als der Film im September 1942 fertiggestellt wird, spielte Baur für Joseph Goebbels „über jede Kritik erhaben“, aber Goebbels „wird den Fall Bauer weiterverfolgen“, da ihm „von unseren Pariser Dienststellen vorgeworfen wird, daß er Jude sei.“. Die deutschen Nationalsozialisten rächten sich für die „Schmach“, einen angeblichen Juden geehrt zu haben. Er und seine Frau Rika Radifé wurden am 30. Mai 1942 verhaftet. Im Pariser Gefängnis Cherche-Midi inhaftiert, kam er vier Monate später, am 19. September 1942, schwer erkrankt wieder frei. Er erholte sich nicht von Folgen der Haft.

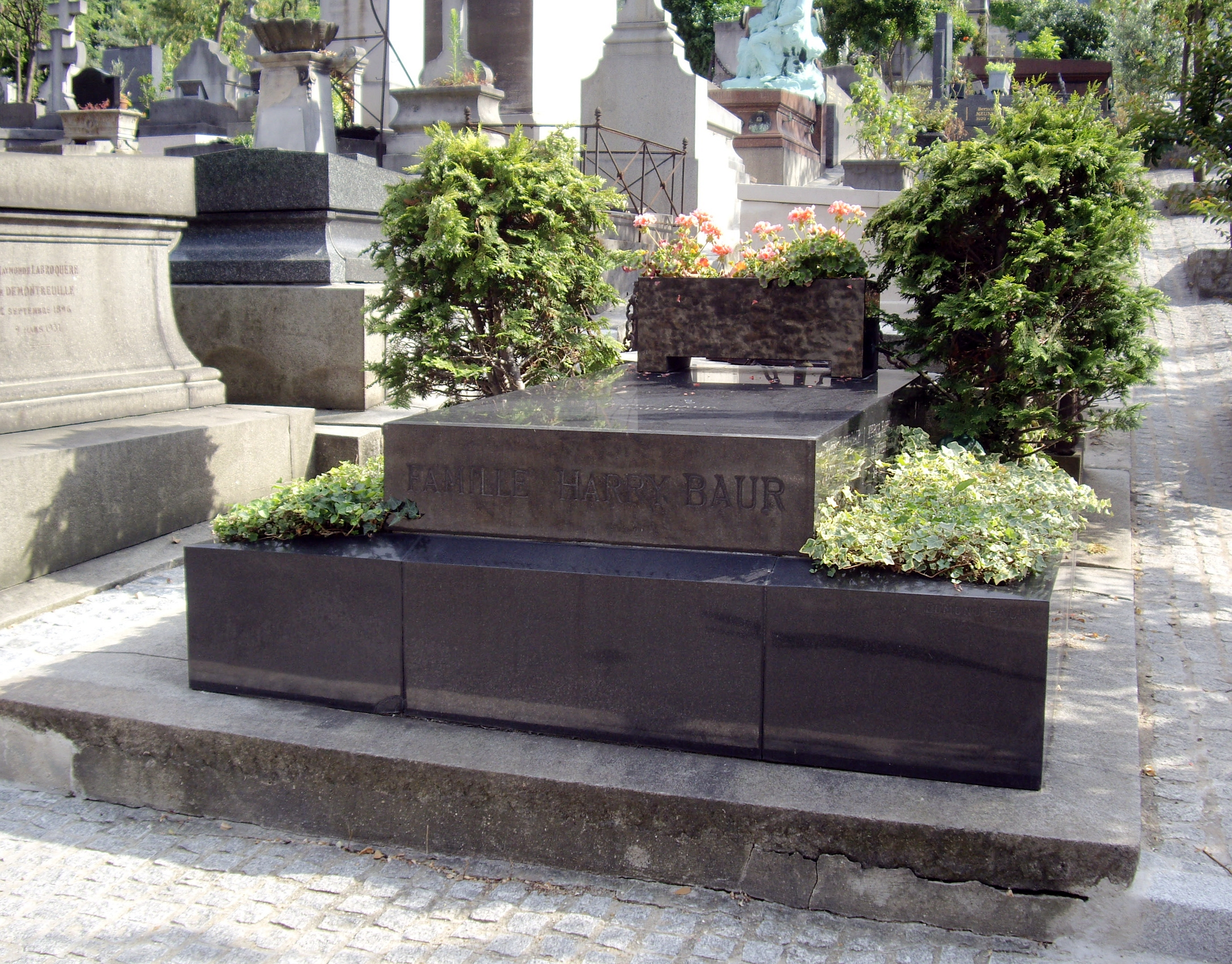
Die Grabstätte Harry Baurs

Henri-Marie Baur starb 1943 im Alter von 62 Jahren in Paris und wurde auf dem katholischen Cimetière Saint-Vincent bestattet.
Er verkörperte unter anderem den Jean Valjean in Die Verdammten (1934).

## Filmografie (Auswahl)
- 1909: La jeunesse de Vidocq ou comment on devient policier
- 1909: Les petits iront à la mer
- 1909: Hector est un garçon sérieux
- 1909: Octave
- 1909: La miniature
- 1910: Le messager de Notre Dame
- 1910: Sur la pente
- 1910: Le naufragé
- 1910: Le four à chaux
- 1911: La note de la blanchiseuse
- 1912: Shylock
- 1913: Le solitaire
- 1916: Stass et Cie.
- 1917: L’âme du bronze
- 1923: La voyante (unvollendet)
- 1930: David Golder
- 1931: Le Juif polonais
- 1932: Karottenkopf (Poil de carotte)
- 1932: Die drei Musketiere (Les Trois Mousquetaires)
- 1933: Maigret – Um eines Mannes Kopf (La Tête d'un homme)
- 1933: Der seltsame Alte (Cette vieille canaille)
- 1934: Die Verdammten (Les Misérables)
- 1935: Schuld und Sühne (Crime et châtiment)
- 1935: Das Kreuz von Golgatha (Golgotha)
- 1936: Beethovens große Liebe (Un grand amour de Beethoven)
- 1936: Tarass Boulba
- 1937: Spiel der Erinnerung (Un carnet de bal)
- 1937: Mollenard
- 1938: La Tragédie impériale
- 1938: Nostalgie
- 1938/41: Der betrogene Betrüger (Volpone)
- 1940: Péchés de jeunesse
- 1940: Der Mann vom Niger (L'homme du Niger)
- 1941: Mord am Weihnachtsabend (L'Assassinat du Père Noël)
- 1943: Symphonie eines Lebens